# Shirvan (cheval)
Pour les articles homonymes, voir Shirvan.
Le Shirvan  (azéri : irvan) est une race de chevaux originaire de la basse-terre de Koura-Araskaïa, en Azerbaïdjan. Élevé en plaine, il est plus massif que les autres races originaires de son pays. Prisée par la cavalerie russe et destinée à la traction, cette race s'est raréfiée au cours du XXe siècle, et est désormais pratiquement éteinte.

## Histoire
Les informations disponibles à propos du Shirvan sont extrêmement limitées. L'encyclopédie de CAB International le classe comme un sous-type du « cheval d'Azerbaïdjan ». Il s'agit vraisemblablement d'un hybride entre le Deliboz et le Karabakh, influencé par le Guba, et répandu dans la région de Chirvan. En 1891, un recensement permet de dénombrer 500 chevaux appartenant à cette race dans les raïons d'Ağdaş et de Göyçay.
Ce cheval était répandu au début du XXe siècle, mais le cheptel a depuis fortement diminué. En 1941, un sondage montre que les chevaux de races Bas-Caucase, Shirvan et Guba, représentent ensemble environ 1 % du total des chevaux trouvés en Azerbaïdjan.

## Description
Bien que son modèle reste léger, le Shirvan est plus robuste que les chevaux de montagne de son pays, grâce aux conditions d'élevage plus favorables en plaine. Il mesure en moyenne 1,40 m.
La robe est baie sous toutes les nuances, ou alezane.
Ces chevaux sont réputés rustiques. K. Freitag les décrit comme rapides et endurants.

## Utilisations
Ce cheval est destiné à la traction, sous toutes ses formes,. Par le passé, la cavalerie russe y fit appel, en particulier pour les officiers de haut rang.

## Diffusion de l'élevage
Il s'agit d'une race locale de l'Azerbaïdjan, propre à la basse-terre de Koura-Araskaïa, présente dans les raïons d'Ağdaş, de Göyçay, de Kürdəmir et d'Ucar,. L'étude menée par l'Université d'Uppsala, publiée en août 2010 pour la FAO, signalait le Shirvan comme race de chevaux locale asiatique dont le niveau de menace est inconnu. La base de données DAD-IS n'indique (en 2018) ni effectifs ni niveau de menace. En 2007, l'évaluation de la FAO signalait déjà le niveau de menace sur la race comme inconnu.
D'après Farid Alakbari, en 2016, le Shirvan est pratiquement éteint ; il estime que la race est déjà éteinte sous sa forme pure